# Den tudelade visconten
Den tudelade visconten är en magiskt realistisk roman skriven år 1952 av den italienska författaren Italo Calvino.
Den tudelade visconten är den första delen i en trilogi som även innehåller Klätterbaronen (1957) och Den obefintlige riddaren (1957). Romanen utspelar sig i Böhmen och Italien i mitten av 1700-talet och handlar om en viscont som efter att ha blivit träffad av en kanonkula halveras i en god och en ond del.
Den första svenska upplagan utgavs år 1962  i Bonniers panacheserie. För översättningen stod Karin Alin.